# Lyzanxia
I Lyzanxia sono un gruppo musicale thrash metal francese fondato nel 1996 a Angers dai fratelli Potvin.	

## Formazione

### Formazione attuale
- Franck Potvin − cantante, chitarrista
- David Potvin − cantante, chitarrista
- Vins Perdicaro − bassista
- Clement Decrock − batterista

### Ex componenti
- Thierry Emelyanoff - basso
- Eguil Voisin - basso
- Gweltaz Kerjan - batteria
- Dirk Verbeuren - batteria
- Gaël Feret - batteria
- Jerome Aubry - batteria

## Discografia

### Album in studio
- 2001 - Eden
- 2003 - Mindcrimes
- 2006 - Unsu
- 2010 - locust